# Condado de Decatur (Iowa)
O Condado de Decatur é um dos 99 condados do estado norte-americano do Iowa. A sede do condado é Leon, que é também a sua maior cidade. O condado tem uma área de 1463 km² (dos quais 3 km² estão cobertos por água), uma população de 8689 habitantes, e uma densidade populacional de 6 hab/km² (segundo o censo nacional de 2000). O condado foi fundado em 1846 e recebeu o seu nome em homenagem a Stephen Decatur, herói da Guerra de 1812.